# Bauchwand

Horizontalschnitt durch die Bauchwand

Die Bauchwand oder Bauchdecke umfasst alle anatomischen Strukturen, die der vorderen und seitlichen Begrenzung des Bauchraums (Abdomen) dienen. Sie erstreckt sich von der unteren Brustkorböffnung bis zum Beckenkamm, dem Leistenband und der Vorderkante der Schambeinfuge. Die Bauchwand besteht aus mehreren Schichten, diese sind von außen nach innen
1. die Dermis (Haut)
2. die Subcutis (Unterhaut)
3. die oberflächliche Bauchfaszie (Fascia abdominalis superficialis)
4. die Bauchmuskeln einschließlich deren Sehnenplatten und Faszien
5. die innere Bauchfaszie  (Fascia transversalis bzw. Fascia endoabdominalis)
6. das Peritoneum (Bauchfell), das als parietales Peritoneum der inneren Bauchfaszie anliegt.

Die Bauchwand dient unter anderem dem Schutz der Bauchorgane, der Einlagerung von Fett in der Subcutis, über ihren muskulären Anteil der Beweglichkeit des Rumpfes, als Atemhilfsmuskulatur bei der Ausatmung sowie mittels der Bauchpresse der Unterstützung der Defäkation, bei Blasenentleerungsstörungen auch der Blasenentleerung. Da die Bauchwand nicht durch Skelettemelemente verstärkt ist, besteht gegenüber der Brustwand eine höhere Verletzlichkeit der inneren Organe. Diese wird durch die reflektorische Abwehrspannung der Bauchmuskeln teilweise ausgeglichen, die bei äußerer Gewalteinwirkung eine Abwehrspannung erzeugt (défense musculaire). Bei schweren inneren Krankheiten, vor allem bei einer  Peritonitis kann eine gesteigerte Abwehrspannung schon bei geringer Berührung auftreten, was diagnostisch von Bedeutung ist.
An einigen Stellen ist die mechanische Stabilität geringer, insbesondere im Bereich der Leistenringe, so dass hier Bauchinhalt nach außen gedrängt werden kann, was als  Bauchwandhernie bezeichnet wird.